# Мукани
Мукани (укр. Мукані) — село в Радеховской городской общине Шептицкого района Львовской области Украины.
Население по переписи 2001 года составляло 200 человек. Занимает площадь 0,79 км². Почтовый индекс — 80240. Телефонный код — 3255.